# Mixotrofismo
El término mixotrófico o mixotrofos puede describir organismos (usualmente algas, bacterias) capaces de obtener energía metabólica tanto de la fotosíntesis como de seres vivos. Esos organismos pueden utilizar la luz como una fuente de energía, o tomarla de compuestos orgánicos o inorgánicos. Pueden apropiarse de compuestos simples de manera osmótica (por osmotrofía) o englobando las partículas (a través de fagocitosis o de mizocitosis).
También se incluye en este grupo los procariontes que obtienen energía de la oxidación de compuestos inorgánicos pero que utilizan compuestos orgánicos como fuente de carbono.